# اری یامادا
اری یامادا (انگلیسی: Eri Yamada؛ زادهٔ ۸ مارس ۱۹۸۴) بازیکن سافت‌بال اهل ژاپن است.